# デヴィッド・マクドゥガル
デヴィッド・ストックトン・マクドゥガル（David Stockton McDougal, 1809年9月2日 - 1882年8月7日）は南北戦争中のアメリカ海軍の士官であり、また下関戦争における活躍で知られている。

## 経歴
1809年9月2日、オハイオ州に生まれる。1828年4月1日、士官候補生として海軍に入る。その後30年に渡り、地中海艦隊、西インド艦隊、本国艦隊、また五大湖で勤務する。その間、戦闘スループ・ウォーレン（USS Warren、1854-56）、蒸気タグボート・ジョン・ハンコック（USS John Hancock 、1856）の艦長を務め、その後戦闘スループ・ワイオミングの艦長として、海賊および南軍の私掠船から合衆国市民を保護するため、東アジアに派遣された（1862-64）。

## 下関海戦
1863年5月、攘夷機運の高まる日本に到着。すでに、将軍徳川家茂は孝明天皇に対し、1863年6月25日（文久三年五月十日）をもって攘夷を実行することを奏上し、諸藩にも通達していた。多くの藩はこれを無視したが、攘夷運動の中心的存在である長州藩は、下関海峡に砲台を整備し、藩兵および浪士隊からなる兵1000程、帆走軍艦2隻（丙辰丸、庚申丸）、蒸気軍艦2隻（壬戌丸、癸亥丸：いずれもイギリス製商船に砲を搭載）を配備して海峡封鎖の態勢を取っていた。
6月25日、長州藩の見張りが田ノ浦沖に停泊する商船を発見した。これはアメリカ商船ベンプローク（Pembroke）で、長崎経由で上海に向かう予定であった。総奉行の毛利元周（長府藩主）は躊躇するが、久坂玄瑞ら強硬派が攻撃を主張し攘夷決行と決まった。26日午前1時、長州藩の庚申丸と癸亥丸は幕府海軍旗を掲げてペンブロークに接近し、砲撃を加えた。さらに海岸砲台も砲撃を開始した。攻撃を予想していなかったペンブロークは豊後水道へと逃れた。幸いにもペンブロークに死傷者はでなかったが、予定していた長崎寄港を取りやめ、直接上海に向かった。
このため、事件の報告は7月10日まで横浜に届かなかった。10日夕方、上海からの公式情報が届いた。米国公使ロバート・プルインは、ワイオミングの艦長であるマクドゥガル中佐の列席のもと、幕府の担当者を呼び出し、事の重大さと米国に対するこのような野蛮な行為は重大な結果を招くであろうと伝えた。また、このことを米国政府が知ったなら、賠償金の請求もあるとも告げた。幕府の役人は謝罪し、幕府で処理するので米国側は何もしないで欲しい旨を伝えて退席した。
幕府の役人が帰った後に、マクドゥガルはプルインに対し、必要とあれば下関の敵艦を撃沈することによって事件の沈静化をするべきと、決断を促した。また。このような無法に手をこまねいていては、攘夷派をつけあがらせるだけだと意見が一致した。

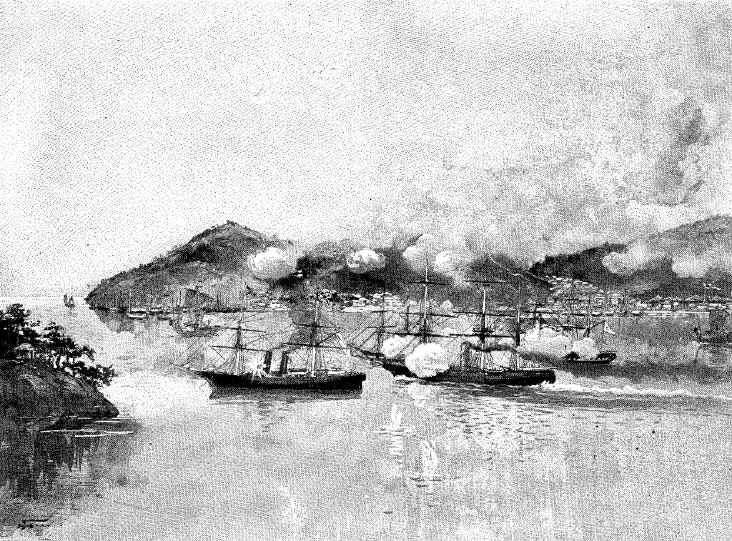
下関で戦闘するワイオミング

このため、ワイオミングは直ちに出港準備を開始し、7月13日の午前4時45分、マクドゥガルが「総員かかれ」を発令した。15分後、ワイオミングは下関に向かって出港した。航海に2日を要し、7月15日の夕刻にワイオミングは豊後水道の姫島の南側に投錨した。
翌朝5時、ワイオミングは碇を上げ、海峡へ向かった。9時には「総員戦闘配置」を発令、大砲に実弾が装填された。10時45分には海峡に突入、「戦闘開始」が告げられた。陸上からは直ちに3流の狼煙が上がり、ワイオミングの到着を知らせた。
11時45分頃、すでに海岸砲台からの砲撃は開始されていたが、ワイオミングは戦闘旗を上げ、その11インチ砲で反撃を開始した。マクドゥガルは、湾岸砲台は無視し、下関から出撃してくる、3隻の長州海軍の艦艇を目指して進撃するようワイオミングに命令した。4つの砲台から砲撃を受けたが、ワイオミングは最大の射撃速度でこれに返礼した。
ワイオミングは、長州藩のブリッグ（癸亥丸）とバーク（庚申丸）の間をすり抜け、港内にいる蒸気船（壬戌丸）に向かい至近距離まで接近した。庚申丸か癸亥丸か何れかの砲弾がワイオミングの舷側砲近くに命中し、2人が死亡、4人が負傷した。海兵隊員が1人、榴散弾の破片を受け死亡した。
ワイオミングは敵の真っ只中にあり、砲台の前を通過した直後に、水路図に無い浅瀬に座礁した。壬戌丸は係留索を解き、ワイオミングに向かってきた-おそらく接舷して切り込みをかけてくると思われた。しかし、乗員の働きで離礁に成功し、11インチダルグレン砲で壬戌丸を砲撃した。一発の砲弾が壬戌丸のボイラーを爆発させ、もう一発が致命傷となり、壬戌丸は沈み始めた。乗員は脱出した。
続いて、ワイオミングは庚申丸と癸亥丸に向かい、正確な砲撃を加え、庚申丸を撃沈し、癸亥丸を大破させた。いくつかの砲弾は敵艦を超え、市街地に着弾した。マクドゥガルは海軍長官のギデオン・ウェルズに対する7月23日の報告書で、「長州藩に対して与えた懲罰行動は、彼らにとってすぐには忘れられないものとなることを確信している」と述べている。
1時間強の軍事行動の後、ワイオミングは横浜に引き返した。11箇所に被弾し、煙突と索具に相当の被害を受けていた。人的被害は比較的に少なかった。4人が死亡、7人が負傷（内1人は後日死亡）した。ワイオミングは条約を守らせるために日本を攻撃した、最初の外国軍艦となった。

## その後
1869年12月23日、マクドゥガルは南太平洋艦隊の司令官に任命された。
1871年9月27日、退役リストに名前が掲載され、1873年8月24日に少将に進級した。1882年8月7日、サンフランシスコにて死去。

## 艦名
マクドゥガルの名前に由来する軍艦が2隻ある。オブライエン級駆逐艦（DD-54）およびポーター級駆逐艦（DD-358）である。

## 参考
- この記事はアメリカ合衆国政府の著作物であるDictionary of American Naval Fighting Shipsに由来する文章を含んでいます。